# Morgan Page

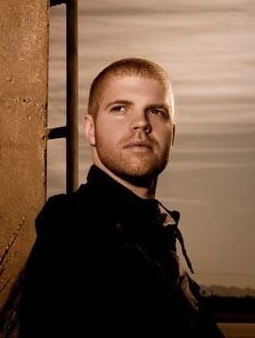
Morgan Page

Morgan Page (* 31. Mai 1981 in Burlington, Vermont) ist ein US-amerikanischer DJ und Musikproduzent im Bereich Progressive House und Electro-House.

## Biographie
Morgan Page produziert elektronische Musik seit seinem zwölften Lebensjahr. Nachdem er einige Demo-Kassetten an lokale Radiosender verschickt hatte, erhielt er schließlich eine eigene Radiosendung auf WRUV 90.1 FM, als er selbst noch in die High School ging. Später arbeitete er als DJ und Stationsleiter bei WERS 88.9 FM am Emerson College in Boston, wo er studierte. Zuerst spielte er hauptsächlich Trance. Nach einem Praktikum bei Plastic City in New York begann er sich mehr für Housemusik zu interessieren.
Bis heute hat Morgan Page zahlreiche Remixes produziert (u. a. von Delerium, Nelly Furtado und Madonna), die in den Billboard-Charts Topplatzierungen erreichten. Seine bekannteste Produktion ist „The Longest Road“, dessen Remix von Deadmau5 2009 eine Grammy-Nominierung in der Kategorie „Best Remixed Recording, Non-Classical“ erhielt. 2009 war Page außerdem zweimal bei den International Dance Music Awards nominiert, in den Kategorien „Best Breakthrough Artist (Solo)“ (die dann aber Lady Gaga gewann) sowie „Best Progressive House/Trance Track“.

## Diskographie

### Alben
- 2002: Drifting into View
- 2005: Cease and Desist
- 2008: Elevate
- 2010: Believe
- 2012: In the Air

### Singles
- 2000: Pathways
- 2003: All I Know
- 2003: Take Me Back
- 2006: Me No Fake
- 2007: Landline
- 2007: Tipping Point
- 2008: Call My Name
- 2008: The Longest Road
- 2009: Suzuki
- 2009: Fight for You
- 2010: Strange Condition
- 2011: In the Air (mit Sultan & Ned Shepard und BT)

### Remixe (Auswahl)
- 2005: Ashlee Simpson – Boyfriend
- 2006: Delerium – Angelicus (Billboard Hot Dance Club Play)
- 2006: Nelly Furtado – Maneater (Billboard Hot Dance Club Play)
- 2007: Jody Watley – I Want Your Love (Billboard Hot Dance Club Play)
- 2008: Madonna – Miles Away (Billboard Hot Dance Radio Play)
- 2008: Alanis Morissette – Underneath
- 2009: Yoko Ono – I’m Not Getting Enough (Billboard Hot Dance Club Play)
- 2009: La Roux – Bulletproof
- 2010: Nadia Ali – Fantasy
- 2010: BT & Andrew Bayer – The Emergency
- 2010: Dresden & Johnston vs. John Debo feat. Mezo Riccio – Keep Faith
- 2011: Underworld – Diamond Jigsaw

## Auszeichnungen und Nominationen
Grammy Awards:
- 2009: Nomination für Best Remixed Recording, Non-Classical: Morgan Page feat. Lissie – The Longest Road (Deadmau5 Remix)
- 2011: Nomination für Best Remixed Recording, Non-Classical: Nadia Ali – Fantasy (Morgan Page Remix)

International Dance Music Awards:
- 2009: Nomination für Best Breakthrough Artist
- 2009: Nomination für Best Progressive House/Trance Track: Morgan Page feat. Lissie – The Longest Road (Deadmau5 Remix)
- 2011: Nomination für Best Progressive Track: Morgan Page – Fight For You
- 2012: Nomination für Best Progressive Track: Morgan Page, Sultan + Ned Shephard & BT feat. Angela McCluskey – In the Air
- 2012: Nomination für Best American DJ